# Paddy Hehir
Patrick "Paddy" Hehir (echte naam: Patrick O'Sullivan) (oktober 1889 – overlijden onbekend) was een Australisch wielrenner, die professional was tussen 1907 en 1926.
Hehir was een baanrenner, die in 1910 naar de Verenigde Staten trok en daar furore maakte als zesdaagserijder.

## Belangrijkste overwinningen
1909
- Zesdaagse van Atlantic City; + Eddy Root

1911
- Zesdaagse van Sydney; + Alfred Goullet

1912
- Zesdaagse van Melbourne; + Alfred Goullet
- Zesdaagse van Toronto; + Eddy Root

1913
- Zesdaagse van Buffalo; + Peter Drobach
- Zesdaagse van Newark; + Peter Drobach
- Zesdaagse van Indianapolis; + Peter Drobach